# ハーグ条約 (1625年)
ハーグ条約（ハーグじょうやく、英語: Treaty of The Hague、オランダ語: Verdrag van Den Haag）は、三十年戦争中の1625年12月9日に締結されたイングランド王国とオランダ共和国の間の条約。
条約により、イングランドとオランダはドイツで軍を展開しているデンマーク王クリスチャン4世に資金援助をすることに同意した。